# کیمیکو ایکه‌گامی
کیمیکو ایکه‌گامی (به ژاپنی: 池上季実子 Kimiko Ikegami)؛ زادهٔ ۱۶ ژانویهٔ ۱۹۵۹) بازیگر اهل ژاپن است.
از فیلم‌ها یا برنامه‌های تلویزیونی که وی در آن نقش داشته‌است می‌توان به خانه و تاکدا شینگن (مجموعه تلویزیونی تایگا) در نقش آبوراکاوا فوجین اشاره کرد.